# Osteocephalus taurinus
Espèce
Synonymes
- Osteocephalus flavolineatus Steindachner, 1862
- Hyla taurina (Steindachner, 1862)
- Hyla planiceps Boulenger, 1882
- Hyla depressa Andersson, 1945

Statut de conservation UICN

 LC  : Préoccupation mineure
Osteocephalus taurinus est une espèce d'amphibiens de la famille des Hylidae.

## Répartition
Cette espèce se rencontre en Bolivie, au Brésil, en Colombie, en Équateur, au Guyana, en Guyane, au Pérou, au Suriname et au Venezuela. Elle est présente jusqu'à 1 250 m d'altitude,.

## Galerie

Osteocephalus taurinus
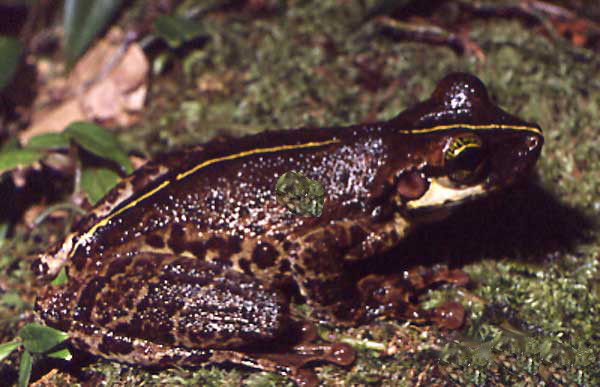
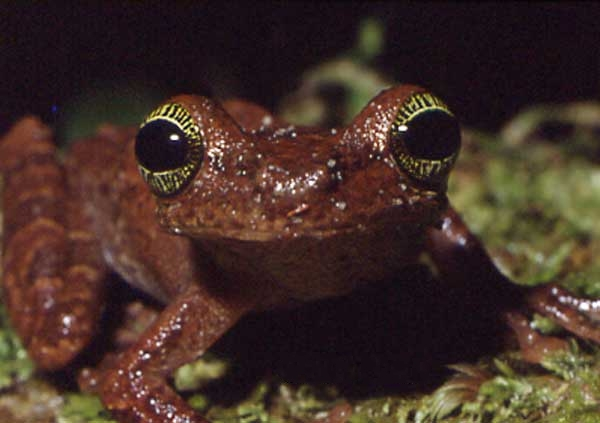
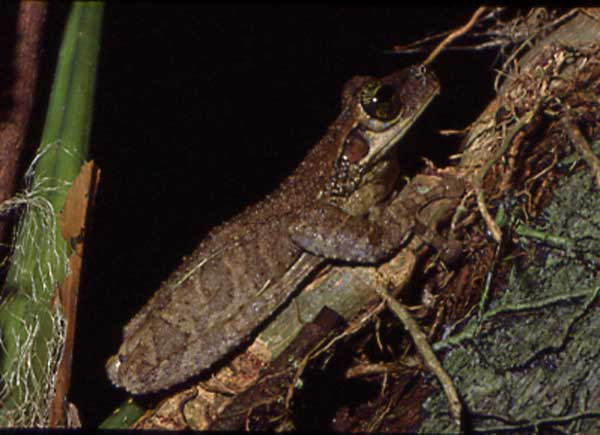
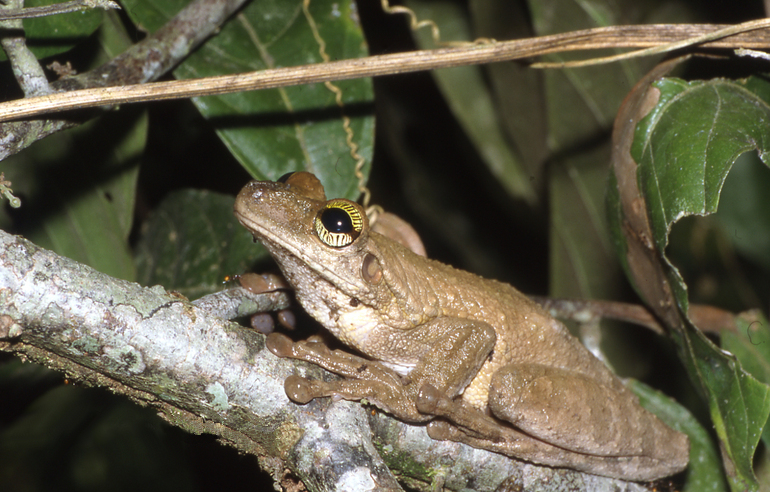

## Publication originale
- Steindachner, 1862 : Über zwei noch unbeschriebene Batrachier aus den Sammlungen des K. K. Zoologischen Museum zu Wien. Archivio per la zoologia, l'anatomia e la fisiologia, vol. 2, p. 77-82 (texte intégral).